# Swede Heaven (Washington)
Swede Heaven es un lugar designado por el censo ubicado en el condado de Snohomish en el estado estadounidense de Washington. En el año 2010 tenía una población de 768 habitantes.

## Geografía
Swede Heaven se encuentra ubicado en las coordenadas 48°16′51″N 121°42′36″O / 48.28083, -121.71000.